# Medalha Rutherford
A Medalha Rutherford (conhecida como Gold Medal até 2000) é a condecoração principal da Sociedade Real da Nova Zelândia, concedida anualmente desde 1991, em reconhecimento a pessoas que contribuíram de forma significativa à sociedade e cultura da Nova Zelândia nos campos da ciência, matemática, ciências sociais e tecnologia. A medalha é patrocinada pelo governo da Nova Zelândia.
Homenageia Ernest Rutherford, o físico experimental neo-zelandês e Prêmio Nobel que foi pioneito na teoria orbital do átomo.
A Sociedade Real da Nova Zelândia também concede a Medalha Hector desde 1915.

## Laureados[1]
- 1991: Vaughan Jones, matemático
- 1992: Department of Scientific and Industrial Research Group Award
- 1993: Roy Kerr, matemático
- 1994: Ian Axford, físico
- 1995: William Denny, oncologist, and Auckland Cancer Research Laboratory
- 1996: No award
- 1997: Thomas William Walker, wood technologist
- 1998: William Robinson, sismologista
- 1999: David Vere-Jones, statistician
- 2000: Alan MacDiarmid, químico
- 2001: Peter Gluckman, biologist
- 2002: Jeff Tallon, physicist
- 2003: George Petersen, bioquímico
- 2004: David Penny, theoretical biologist
- 2005: Paul Callaghan, physicist
- 2006: Edward Baker, structural biologist
- 2007: Richard Faull, neuroscientist[2]
- 2008: David Parry, structural biophysicist[3][4]
- 2009: Peter Hunter, computational bioengineer2009
- 2010: Warren Tate, bioquímico[5][6]
- 2011 Christine Winterbourn, bioquímico[7]
- 2012: Margaret Brimble, química
- 2013: Anne Salmond, sociologia
- 2014: Peter Schwerdtfeger, química[8]
- 2015: Ian Reid, prominent in international bone research[9]